# Крук Олександр Олександрович
Олекса́ндр Олекса́ндрович Кру́к (нар. 15 травня 1992, Сливине — пом. 11 липня 2014, Зеленопілля) — старший солдат 79-ї окремої аеромобільної бригади Збройних сил України, учасник російсько-української війни на Сході України.

## З життєпису
Народився 15 травня 1992 року в селі Сливине Миколаївського району Миколаївської області. У 2007 році закінчив 9 класів загальноосвітньої школи села Солончаки Очаківського району Миколаївської області, у 2009 році — загальноосвітню школу села Парутине Очаківського району, у 2013 році — Надбузький професійний аграрний ліцей у селі Надбузьке Миколаївського району Миколаївської області.
У 2011—2012 роках проходив строкову військову службу в лавах Збройних Сил України.
24 березня 2014 року був мобілізований Очаківським районним військовим комісаріатом. Служив у 79-й окремій аеромобільній бригаді (військова частина А0224, місто Миколаїв).
З весни 2014 року брав участь в антитерористичній операції на Сході України.
Загинув в часі обстрілу з установки «Град» бойовиками близько 4:30 ранку 11 липня 2014-го українського блокпосту біля Зеленопілля.
30 липня 2014 року похований на кладовищі села Солончаки Очаківського району Миколаївської області. Без Олександра лишились батьки.

## Нагороди та вшанування
- 8 вересня 2014 року — за особисту мужність і героїзм, виявлені у захисті державного суверенітету та територіальної цілісності України, вірність військовій присязі під час російсько-української війни, відзначений — нагороджений орденом «За мужність» III ступеня (посмертно).
- 5 грудня 2014 року у селі Солончаки Очаківського району Миколаївської області на фасаді будівлі загальноосвітньої школи (вулиця Очаківська, 25), де навчався Олександр Крук, йому відкрито меморіальну дошку.